# Rovaniemen Kiekko
Rovaniemen Kiekko (w skrócie RoKi) – fiński klub hokeja na lodzie z siedzibą w Rovaniemi.

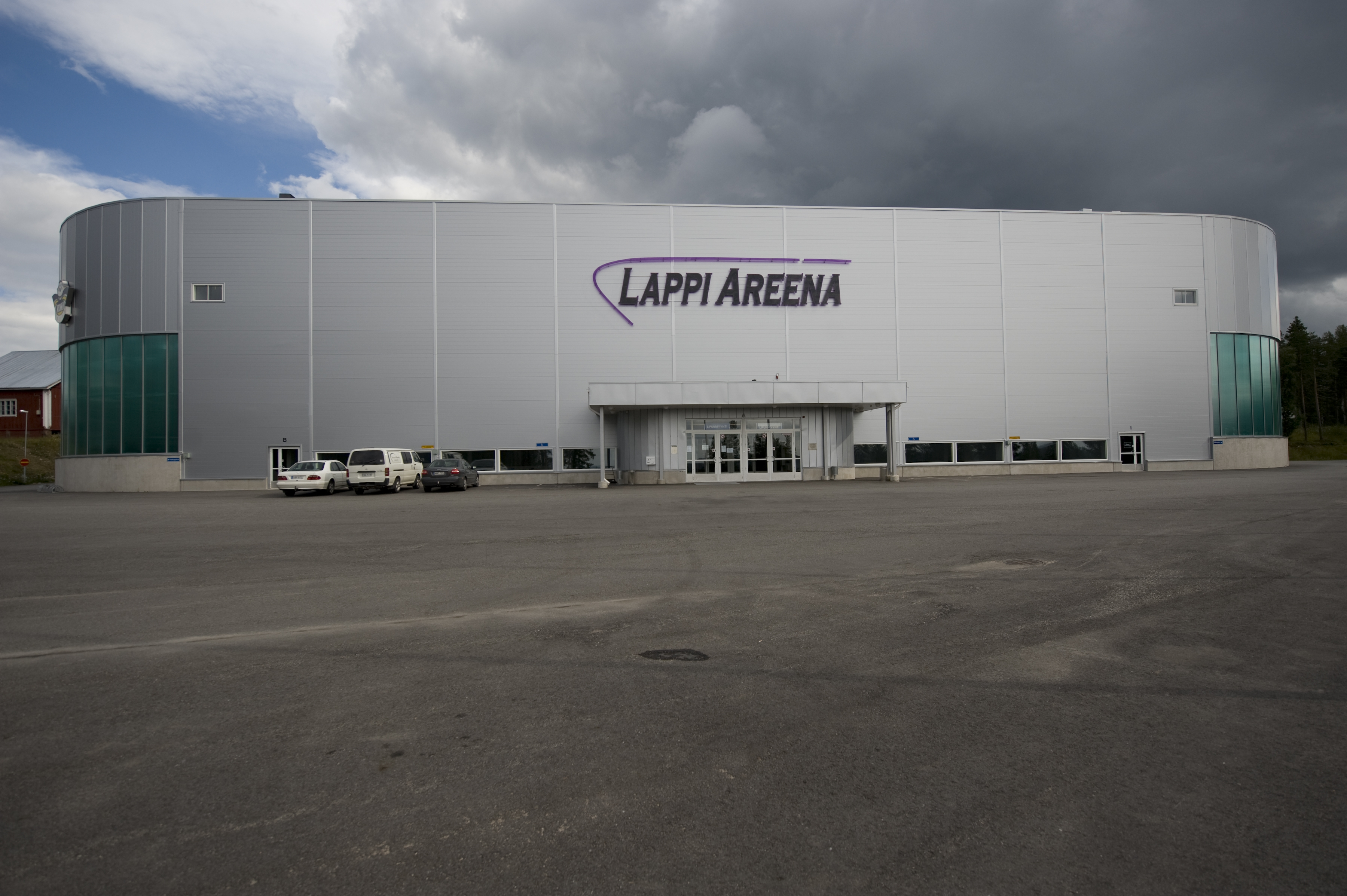
Lodowisko klubu

W 2011 i 2013 drużyna wygrywała rozgrywki Suomi-sarja (trzeci poziom ligowy). W sezonie 2015/2016 została przyjęta do ligi Mestis (drugi poziom).

## Sukcesy
- Srebrny medal Suomi-sarja: 2009
- Złoty medal Suomi-sarja: 2011, 2013
- Brązowy medal Mestis: 2022, 2023